# Mútica
Mútica (llatí: Motyca o Mutyca grec antic: Μότουκα) va ser una ciutat de l'interior de Sicília entre Siracusa i Camarina.
Probablement era en un primer període una dependència de Siracusa, i per això no se la menciona fins a la conquesta de l'illa pels romans. Va ser un municipi independent, i un lloc de certa importància. Segons Claudi Ptolemeu, a la vora tenia el riu Motycanus (Μοτύχανος ποταμός) que probablement és el modern Fiume di Scicli, o el Fiume di Ragusa.
Ciceró diu que abans de les exaccions de Verres, el seu territori (l'«ager Mutycensis») donava aliment a 187 pagesos, d'on es dedueix que era extens i fèrtil. Mútica també és esmentada entre les ciutats de l'interior de l'illa tant per Plini el Vell com per Claudi Ptolemeu. El seu nom no es troba als Itineraris, però consta a la Cosmografia de Ravenna. Sili Itàlic també l'inclou a la llista de ciutats sicilianes, i la relaciona amb Netum. Actualment és la ciutat de Modica, un dels llocs més grans i poblats de la Val di Noto. Està situat en una vall profunda, envoltada de muntanyes de pedra calcària nua, a unes 10 milles del mar.